# Laangegronn
Laangegronn är en övergiven gruva i Luxemburg.   Den ligger i distriktet Luxemburg, i den södra delen av landet, 18 kilometer sydväst om huvudstaden Luxemburg. Laangegronn ligger 335 meter över havet.
Terrängen runt Laangegronn är platt åt nordväst, men åt sydost är den kuperad.  Runt Laangegronn är det ganska tätbefolkat, med 108 invånare per kvadratkilometer.. Närmaste större samhälle är Luxemburg, 18,3 kilometer nordost om Laangegronn. 
I omgivningarna runt Laangegronn växer i huvudsak blandskog.